# Only the Brave
Only the Brave es una película estadounidense de drama biográfico dirigida por Joseph Kosinski, y escrita por Ken Nolan y Eric Warren Singer, basada en el artículo de GQ "No Exit" de Sean Flynn. La película cuenta la historia de los Granite Mountain Hotshots, un equipo de bomberos de élite que perdió a 19 de 20 miembros mientras luchaba contra el incendio de Yarnell Hill en junio de 2013, y está dedicada a su memoria. Cuenta con un reparto que incluye a Josh Brolin, James Badge Dale, Jeff Bridges, Miles Teller, Alex Russell, Taylor Kitsch, Ben Hardy, Thad Luckinbill, Geoff Stults, Scott Haze, Andie MacDowell y Jennifer Connelly. 
La fotografía principal comenzó en Nuevo México en junio de 2016. Only the Brave fue estrenada en Estados Unidos por Columbia Pictures el 20 de octubre de 2017.

## Sinopsis
Eric Marsh, el superintendente de Fire and Rescue Crew 7 en Prescott, Arizona, recibe una llamada por un incendio en Cave Creek. La predicción de Eric de que el incendio amenazará a un vecindario cercano es ignorada. El incendio se comporta como anticipó Eric y el vecindario se destruye. Eric habla con el jefe de bomberos Duane Steinbrink sobre su deseo de que la Tripulación 7 se convierta en un hotshot certificado. Duane advierte que ningún otro equipo municipal del país tiene ese estatus y que tendrán que comprometerse con una temporada laboral más larga. Esto frustra a la esposa de Eric, Amanda, a quien le molesta que el compromiso de tiempo ya impida que Eric quiera formar una familia.
Brendan McDonough está desempleado y abusa de drogas. Su exnovia Natalie está embarazada de su bebé, pero siente que él es demasiado irresponsable para estar en su vida. Cuando lo arrestan por hurto, su madre lo echa de la casa. Cuando nace su hija, él quiere mantenerla, por lo que se entrevista con Eric, quien lo contrata a pesar de las reservas de algunos miembros de la tripulación.
La tripulación entrena duro y finalmente es enviada a un incendio forestal para su evaluación. Pasan y se convierten en los "Granite Mountain Hotshots". Natalie comienza a aceptar a Brendan y lo deja pasar tiempo con su hija.
La tripulación combate varios incendios, incluida la salvación de un árbol histórico enebro donde Brendan es mordido por una serpiente de cascabel mientras caminaba por una línea de fuego. La tripulación se convierte en héroes locales. Mientras se recupera en el hospital, la madre de Brendan sugiere que debería reconsiderar su carrera por el bien de su hija. Más tarde, Brendan se acerca a Eric sobre la transferencia a un equipo de extinción de incendios estructural. Eric responde, sugiriendo que el pasado criminal de Brendan hace que una transferencia sea casi imposible, y que volverá a las drogas sin el propósito que proporciona ser un hotshot. Eric, un adicto en recuperación, discute con Amanda sobre su actitud hacia el sentido de prioridades de Brendan y su renuencia a formar una familia. Eric tiene una conversación sincera con Duane, se disculpa con Brendan y luego regresa a casa y le dice a Amanda que está listo para formar una familia.
Los Hotshots de Granite Mountain son llamados al  incendio de Yarnell Hill. Al viajar al área, Eric le dice a su segundo al mando, Jesse, que dejará el cargo y nombrará a Jesse como superintendente en un futuro cercano. Entrando en la zona de fuego, Eric le dice a Brendan que lo ayudará a asegurar una transferencia para que pueda pasar más tiempo con su familia. La tripulación comienza un  contraataque para contener el fuego, pero un avión cisterna lo confunde con un fuego secundario y lo extingue. La tripulación ahora tiene que reubicarse, por lo que Eric envía a Brendan a un terreno más alto como vigía. Cuando el viento de repente se intensifica y cambia, Brendan es rescatado por otro equipo de peces gordos y evacuan a la sede móvil. El resto de la tripulación se dirige a una zona segura después de darse cuenta de que el fuego en rápido movimiento es demasiado intenso.
El fuego toma velocidad y salta la zona segura, continuando hacia la tripulación y cortando su ruta de escape. La tripulación despeja un sitio pequeño y Eric llama a un avión cisterna para apagar el frente de fuego que avanza rápidamente. El petrolero pierde a la tripulación, y ellos despliegan sus refugios contra incendios personales compactos. A medida que el fuego azota a la tripulación, varias llamadas de radio quedan sin respuesta. Brendan escucha la llamada de radio desde el primer helicóptero que llega al lugar: se confirma que los 19 miembros de la tripulación fallecieron.
Las familias devastadas de los peces gordos se reúnen en Prescott Middle School, donde escuchan los informes de un sobreviviente solitario de los veinte bomberos. Brendan insiste en que lo deben llevar a la escuela y entra al gimnasio. Al ver a Brendan, sabiendo que era uno de los peces gordos, se dan cuenta de que él es el único que sobrevivió y que sus seres queridos han fallecido. Mientras lloran, Brendan sale corriendo del gimnasio y sufre un colapso psicológico debido a la culpa de los supervivientes, y Amanda lo consuela.
Tres años después, Brendan lleva a su hija al enebro que fue salvado por la tripulación. Durante los créditos finales, se muestran fotos de los verdaderos Granite Mountain Hotshots y sus contrapartes actores.

## Reparto
- Josh Brolin como Eric Marsh.
- Miles Teller como Brendan McDonough.
- Jeff Bridges como Duane Steinbrink.
- James Badge Dale como Jesse Steed.
- Taylor Kitsch como Christopher MacKenzie.
- Jennifer Connelly como Amanda Marsh.
- Andie MacDowell como Marvel Steinbrink.
- Geoff Stults como Travis Turbyfill.
- Alex Russell como Andrew Ashcraft.
- Thad Luckinbill como Scott Norris.
- Ben Hardy como Wade Parker.
- Scott Haze como Clayton Whitted.
- Jake Picking como Anthony Rose.
- Natalie Hall como Natalie Johnson.
- Scott Foxx como Travis Carter.
- Dylan Kenin como Robert Caldwell.
- Ryan Busch como Dustin DeFord.
- Kenny Miller como Sean Misner.
- Ryan Jason Cook como William Warneke.
- Brandon Bunch como Garret Zuppiger.
- Matthew Van Wettering como Joe Thurston.
- Michael McNulty como Kevin Woyjeck.
- Nicholas Jenks como John Percin, Jr.
- Sam Quinn como Grant McKee.
- Howard Ferguson, Jr. como Brian Ferguson.
- Rachel Singer como la madre de Brendan.
- Ralph Alderman como Evaluator Hayes.

## Producción
El 1 de marzo de 2016, Josh Brolin y Miles Teller se unieron al elenco de la película. Jeff Bridges y Taylor Kitsch más tarde también se unieron al reparto. La película fue producida bajo el título de producción Granite Mountain . 
La fotografía principal de la película comenzó en Nuevo México el 13 de junio de 2016. El rodaje tuvo lugar en diferentes locaciones dentro y alrededor de Santa Fe y Los Álamos.

### Música
Joseph Trapanese compuso la banda sonora de la película. Dierks Bentley lanzó un sencillo llamado "Hold The Light", con S. Carey. El sencillo y el video musical se lanzaron el 6 de octubre de 2017.

## Recepción
Only the Brave recibió reseñas positivas de parte de la crítica y de la audiencia. En el sitio web especializado Rotten Tomatoes, la película posee una aprobación de 87%, basada en 165 reseñas, con una calificación de 7.1/10 y con un consenso crítico que dice: "El impresionante y veterano reparto de Only the Brave y su impactante historia basada en hechos reales se suman a un drama sin pretensiones que es tan poderosamente sólido como los héroes de la vida real a los que honra". De parte de la audiencia tiene una aprobación de 91%, basada en 12 457 votos, con una calificación de 4.3/5.
El sitio web Metacritic le dio a la película una puntuación de 72 de 100, basada en 35 reseñas, indicando "reseñas generalmente favorables". Las audiencias encuestadas por CinemaScore le otorgaron a la película una "A" en una escala de A+ a F, mientras que en el sitio IMDb los usuarios le asignaron una calificación de 7.6/10, sobre la base de 70 549 votos. En la página web FilmAffinity la cinta tiene una calificación de 6.4/10, basada en 3915 votos.

## Diferencias entre la realidad y el cine
Se agregaron algunas escenas de la película para lograr un efecto más dramático. En realidad, Brendan McDonough nunca fue atacado por una serpiente de cascabel salvaje, lo que inadvertidamente presagió su deber de vigilancia durante el incendio de Yarnell Hill. También asistió al funeral, pero luego contrajo gripe, algo que no se muestra ni se menciona en la película.
La película muestra cómo las familias de los miembros caídos de Granite Mountain Hotshots se enteran de su muerte por Brendan en el gimnasio de una escuela secundaria. Las familias reales se enteraron por sus propios parientes o publicaciones en las redes sociales.